# Phrurotimpus mormon
Phrurotimpus mormon is een spinnensoort uit de familie van de Phrurolithidae.
De wetenschappelijke naam van de soort werd in 1930 als Phrurolithus mormon gepubliceerd door Ralph Vary Chamberlin & Willis John Gertsch.